# La Momie à mi-mots
Pour les articles homonymes, voir La Momie.
 (avril 2019).
Si vous disposez d'ouvrages ou d'articles de référence ou si vous connaissez des sites web de qualité traitant du thème abordé ici, merci de compléter l'article en donnant les références utiles à sa vérifiabilité et en les liant à la section « Notes et références ».
 (avril 2019).
 (avril 2019).
Pour plus de détails, voir Fiche technique et Distribution.
La Momie à mi-mots est un moyen métrage français de Laury Granier, réalisé en 1995, et presenté en avant-première en 1996. C'est un conte poétique musical, initiatique, exorciste et dansé.

## Présentation
Il s’agit d’un film sans dialogue, entièrement musical et dansé, bâti sur la triade mort/momification/résurrection. Dix chapitres sont mis en relief par des intertitres en plusieurs langues et précédés par des miniatures peintes par Laurie Granier (aussi connue sous le nom de Laury Aime).
Le film est tourné dans les jardins de Paris (en particulier le Luxembourg et le Champ de Mars). 
Une femme (Carolyn Carlson) revit mentalement des images de son enfance, et connaît l’agonie, le délire et la mort dans un bac-à-sable pour enfants du Champ de Mars. Elle prend la position du fœtus dans la tradition des momies péruviennes. Des mages viennent la transformer en momie en l’entourant de coton et de tissus, en l’enroulant dans une cape de mots et en posant sur sa tête un masque de Diablada à vocation d’exorcisme. 
Parmi les mages qui œuvrent à la résurrection de la momie : un musicien de bol tibétains (Alain Kremski), un peintre (Laury Granier), un alpiniste (Nicolas Michelin), un homme masqué (Philippe Léotard), un danseur de yo-yos (Romeo de Jésus Géronimo), une femme à la cape de mots (Michèle Finck), un sage (Jean Rouch), des enfants (Aurelia, Eléonore, Oriane Michelin) qui assemblent les morceaux de la carte du monde, etc.
Grâce à l'œuvre des mages, la femme renait sous les statues de la fontaine Carpeaux, dans une danse de régénération universelle. A la fin, elle donne une baguette magique à un petit enfant, enfant de l’avenir, enfant métis.
Le film est placé sous le signe du dialogue des arts : danse, peinture, sculpture, musique, vidéo-art. Ce dialogue œuvre à la renaissance de la momie et du monde tout entier.
Ce film relève de la « poésie de cinéma » selon l’expression de Pier-Paolo Pasolini. Jean-Paul Rappeneau soutient le film et écrit un texte qui se trouve dans le dossier de presse.

## Notice technique
Le film est réalisé en 16 mm, au tournage, et sort en 35 mm en salle de cinéma le 18 novembre 1998. La musique de Margret Brill, Alain Kremski, Michel Deneuve et Olivier Lliboutry ajoute aux costumes de Sarah Lipska une note psychédélique.

## Autour du film
En 1996, le film obtient le premier prix Andreï Tarkovski pour la Création Artistique et le Langage Cinématographique. Il s'agit d'un festival de films internationaux organisé par des psychiatres et des psychanalystes à l'Université de Médecine de Buenos Aires (Argentine),. 
Il est structuré en plusieurs chapitres. Philippe Léotard interprète le rôle du père de Carolyn Carlson enfant au chapitre 4 (« souvenirs d'enfance »), puis le rôle de l'homme masqué qui se démasque à la fin du film, au chapitre « Résurrection ». 
Le film est sorti en salle[réf. nécessaire] au Cinéma Le Denfert à Paris de novembre 98 à Avril 1999 ; à Strasbourg au Cinéma L’Odyssée (du 4 novembre au 18 novembre 1998) ; à Rome au Cinéma Azzurro Scipioni (février-mars 2000).
Il a été projeté à New York à l’Anthologie Film Archive de Jonas Mekas (avril 2000) et à l’ONU (Juin 2001). Le film est présenté par Jean Rouch à la Cinémathèque française en janvier 1996.
Le dossier de presse donne à lire les nombreux articles parus sur le film dans Le Monde, Le Figaro, L’Humanité, etc.
Il est sélectionné entre 1996 et 1998 par les festivals internationaux : Festival du Cinema Nuovo de Pesaro ; Festival Eurovisioni à la Villa Médicis à Rome ; Marché du film d’Art de Beaubourg ; Festival d’Istanbul ; Festival de films sur l’Art de Montréal ; Festival du film d’Art et Pédagogique de l’UNESCO.
Le film est acheté par le ministère français des affaires étrangères (pour une diffusion dans les services français à l’étranger) et par la Vidéothèque de Paris.

### Note
1. ↑  Il existe aussi une version au format Betacam numérique ou SP, y compris en U-matic.